# Pleocoma oregonensis
Pleocoma oregonensis is een keversoort uit de familie Pleocomidae. De wetenschappelijke naam van de soort is voor het eerst geldig gepubliceerd in 1933 door Leach.